# Bresowo
Bresowo (auch: Brezovo; bulgarisch: Брезово) ist eine Stadt mit 1.563 Einwohnern (31. Dezember 2022) und Verwaltungssitz einer gleichnamigen Gemeinde in der Oblast Plowdiw in Zentralbulgarien. Die Stadt liegt in der Thrakischen Ebene am Fuß des Balkangebirges, 40 km nordöstlich von Plowdiw. Sie liegt an der Straße Nr. 56, die von Plowdiw nach Schipka führt. Die Autobahn A1 verläuft südlich in 15 km Entfernung.

## Gemeindegliederung
In der Gemeinde Bresowo sind außer die Stadt Bresowo noch folgende Orte eingegliedert:
| - Babek - Borez - Warben - Dragowo - Selenikowo - Slatosel - Otez Kirelowo - Padarsko | - Rozowez - Sweschen - Strelzi - Sarnegor - Tjurkmen - Tschechlare - Tschoba |

## Söhne und Töchter
- Slatju Georgiew Bojadschiew (1903–1976), bulgarischer Maler, der vor allem durch seine Porträt- und Landschaftsbilder bekannt wurde.